# Monte Cevedale
Monte Cevedale er det højeste bjerg i Trentino-provinsen. Bjerget ligger på grænsen mellem Lombardiet og Trentino-Alto Adige (Südtirol) i Italien. Den sydlige tinde er 3769 m.
46°26′53″N 10°37′15″Ø / 46.4481°N 10.6208°Ø